# 타카키 유야
타카키 유야(髙木 雄也, 1990년 3월 26일 ~ )는 일본의 가수, 배우이며, 남성 아이돌 그룹 Hey! Say! JUMP의 멤버이다.
오사카부 이바라키시 출신이며, STARTO ENTERTAINMENT 소속이다. 신장 176cm, 혈액형은 O형이다. 

## 내력
2007년 4월에 Hey! Say! 7이 결성되어 멤버가 되어, 8월 1일에 〈Hey! Say!〉로 CD 데뷔를 한다. 2007년 9월 24일부터는 Hey! Say! JUMP 및 Hey! Say! BEST의 멤버로서 활동을 시작한다.
2008년, 《고쿠센 제3시리즈》로 연속 TV 드라마 첫 출연. 2009년에는 《고쿠센 THE MOVIE》로 영화 첫 출연.

## 인물
교우 관계
- 아리오카 다이키와는 주니어 시절의 유닛인 J.J.Express 이전부터 친했다고 한다. 현재도 둘이서 라디오 레귤러 사회를 맡아 진행중. 오랫동안 사귀어 온 만큼 아리오카에 대한 신뢰가 굉장히 깊다. 나이는 아리오카 쪽이 한 살 어리지만, 형같이 믿음직스러운 느낌이라고 한다.

## 출연

### 드라마
- 샤바케 (2007년 11월 24일, 후지 TV) - 에이키치 역
  - 샤바케 시리즈 제2탄 〈두리번두리번〉 (2008년 11월 29일)
- 고쿠센 제3시리즈 (2008년 4월 ~ 6월, 닛폰 TV) - 오가타 야마토 역
  - 고쿠센 제3시리즈 졸업 스페셜 (2009년 3월 28일, 닛폰 TV) - 오가타 야마토 역
- 사립 바카레아 고교 (2012년 4월 ~ 6월, 닛폰 TV) - 타츠나미 쇼헤이 역
- Dr.DMAT (2014년 1월 ~ 3월, TBS) - 코마츠 켄지 역
- HAMU-공안 경찰의 남자- (2014년 1월 10일, 후지 TV) - 난부 히로츠구 역
- 수구 양키스 (2014년 7월 ~ 9월, 후지 TV) - 키타지마 토라오 역
- 네즈미, 에도를 달리는 2 제2화 (2016년 4월 21일, NHK) - 소스케 역

### 영화
- 고쿠센 THE MOVIE (2009년 7월 11일, 토호) - 오가타 야마토 역
- 극장판 사립 바카레아 고교 (2012년 10월 13일, 쇼게이트) - 타츠나미 쇼헤이 역

### 버라이어티
- 백식~백으로 아는 하나의 지식~ (2007년 10월 ~ 2008년 3월, 후지 TV) ※준레귤러
- 양양 JUMP (2011년 4월 ~ 2013년 6월 30일, TV 도쿄) ※준레귤러
- J'J Hey! Say! JUMP 타카키 유야&치넨 유리 둘만의 프랑스 종단 각 역 정차 여행 (2012년 10월 1일 ~ 12월 17일, 닛폰 TV)

### 라디오
- JUMP da베이베! (2014년 4월 4일 ~ , bayfm, 매주 금요일 24:30 ~ 24:57)-아리오카 다이키와 함께진행

## 작품

### 솔로곡
- 俺たちの青春 / 우리의 청춘
- 蜘蛛の糸 / 거미줄

### 작사
- Time - Hey! Say! JUMP